# 貓弄蝶屬
貓弄蝶屬（學名：Motasingha）是弄蝶科弄蝶亞科中的一個屬。物種分佈於澳大利亞南部。

## 物種
- 貓弄蝶 Motasingha dirphia Hewitson, 1868
- 三斑貓弄蝶 Motasingha trimaculata Tepper, 1882